# Mario Abram
Mario Abram, slovenski novinar in družbenopolitični delavec, * 18. julij 1920, Nabrežina, † 9. julij 2004, Koper.
V Trstu končal srednjo ekonomsko šolo in na tamkajšnji univerzi študiral ekonomijo, po vojni pa v Ljubljani pravo in politične vede. Abram se je že v dijaških letih priključil napredni tržaški mladini, ki jo je vodil Pinko Tomažič in že leta 1941 odšel v partizane. Pri 9. korpusu je organiziral enoto italijanskih borcev, pozneje je bil politični komisar tržaške brigade Fontanot.  Že v času NOB je pisal v partizanska lista La Vocé del Bosco in Il Corriere partigiano ter bil urednik lista Gioventù nuova. Leta 1945 je bil urednik italijanskih oddaj Radia Beograd, potem pa v Kopru časnika Istra nuova. V letih 1951−1974 je deloval na Radiu Koper kot pomočnik direktorja za italijanski program, bil direktor Radia Koper in prvi direktor RTV Koper/Capodistria. V tem času je bil tudi predsednik obalne konference Socialistične zveze delovnega ljudstva Slovenije in od 1974 do 1982 predsednik občinske skupščine Koper.